# Traga viento

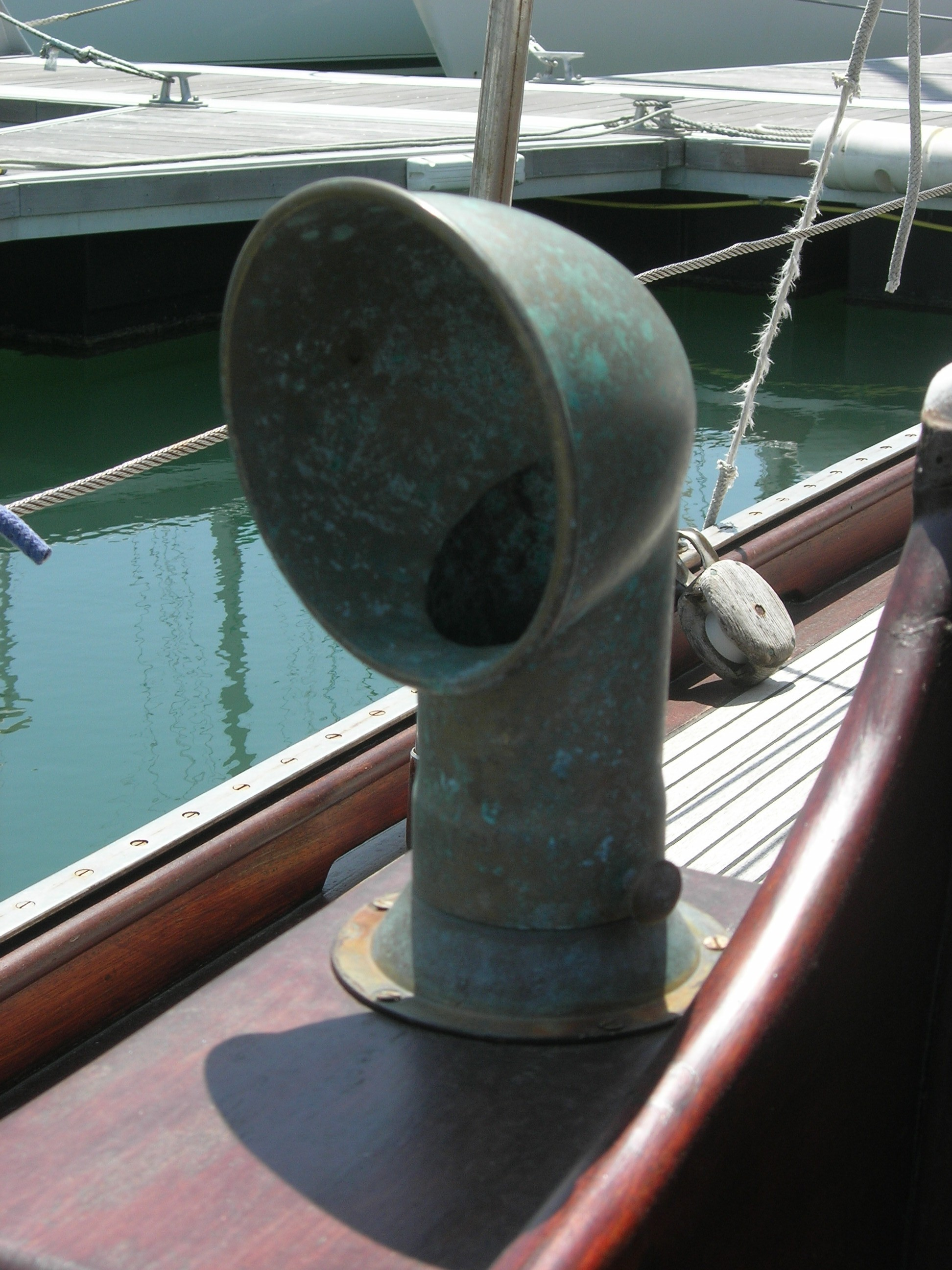
Traga viento en cubierta.

En náutica, el traga viento es la estructura tubular diseñada para forzar el ingreso de aire a los espacios confinados de un buque bajo sus cubiertas.

## Descripción
No requieren de fuerza motriz ni de ventiladores para su empleo, orientados a barlovento generan ingreso de aire, orientados a sotavento logran extraer aire de los espacios ventilados.
Se los emplea para arear bodegas, pañoles, sollados y sala de máquinas.
- Datos: Q6151491